# Wanjia Zhen
Wanjia Zhen (kinesiska: 万家镇) är en köping i Kina. Den ligger i provinsen Liaoning, i den nordöstra delen av landet, omkring 350 kilometer sydväst om provinshuvudstaden Shenyang. Antalet invånare är 21844. Befolkningen består av 10 839 kvinnor och 11 005 män. Barn under 15 år utgör 16,0 %, vuxna 15-64 år 74 %, och äldre över 65 år 9,0 %.
Genomsnittlig årsnederbörd är 835 millimeter. Den regnigaste månaden är juli, med i genomsnitt 208 mm nederbörd, och den torraste är januari, med 3 mm nederbörd.